# Coppa Europa di atletica leggera 2001
La Coppa Europa di atletica leggera 2001 si è tenuta a Brema, in Germania dal 23 al 24 giugno.

## Classifiche finali

### Super league
In campo maschile per la prima volta fu la Polonia ad aggiudicarsi la vittoria.
| Pos. | Nazione     | Pt. |
| ---- | ----------- | --- |
| 1    | Polonia     | 107 |
| 2    | Russia      | 97  |
| 3    | Italia      | 94  |
| 4    | Germania    | 93  |
| 5    | Regno Unito | 91  |
| 6    | Francia     | 87  |
| 7    | Spagna      | 77  |
| 8    | Grecia      | 67  |

| Pos. | Nazione     | Pt.   |
| ---- | ----------- | ----- |
| 1    | Russia      | 126,5 |
| 2    | Germania    | 117   |
| 3    | Francia     | 86    |
| 4    | Regno Unito | 82    |
| 5    | Romania     | 78    |
| 6    | Italia      | 72,5  |
| 7    | Bielorussia | 70    |
| 8    | Rep. Ceca   | 47    |